# Intel 8040
Intel 8040 je osmibitový jednočipový mikropočítač harvardské architektury vyvinutý firmou Intel a na trh uvedený roku 1977. Patří do rodiny MCS-48, od ostatních se liší v několika parametrech:
- velikost vnitřní datové paměti RAM činí 256 bajtů
- paměť programu ROM se připojuje externě, není součástí čipu
- podporuje standby režim (2,2–5,5 V)

Byl osazován do pouzdra DIP-40 (má tedy 40 pinů), pracoval na frekvenci od 1 do 11 MHz, obsahoval dva čítače/časovače, 27 V/V portů, hodinový oscilátor, napájen je 5 V.